# Прозоров, Николай Фёдорович
Никола́й Фёдорович Про́зоров (6 [18] мая 1897, село Покровское, Пензенская губерния — 21 августа 1930, Ленинград) — священник Русской православной церкви.

## Биография
Учился в духовной семинарии. Бросил Семинарию в 1915 году и в возрасте 18 лет пошёл добровольцем на фронт. Окончил в том же году Михайловское артиллерийское училище.
Командовал батальоном. Революция застала его подпоручиком. В 1918 году — инспектор Всевобуча.
По возвращении с фронта в Пензу был обвинён с другими офицерами в «заговоре» и приговорен к расстрелу. Горячо молясь в ожидании казни, дал обет пойти в священники, если Господь сохранит ему жизнь. На утро ему объявили о замене расстрела многолетним заключением.
Оказавшись на свободе, принял в 1919 году священство. Рукополагал его архиепископ Иоанн (Поммер).
В 1919—1927 годы — служил в сельских храмах близ Пензы. Арестовывался в 1924 году, вскоре освобождён.
С начала 1927 жил в Ленинграде, учился в Богословско-пастырском училище, а затем на Высших Богословских курсах (до июля 1928). Служил в церкви Лаврской Киновии.
В 1928—1929 года настоятель церкви Св. Александра Ошевенского на Пискарёвке. Иосифлянин, был секретарём епископа Димитрия (Любимова).
Арестован 28 ноября 1929 года; постановлением Коллегии ОГПУ от 3 августа 1930 года по статье 5810, 11 УК РСФСР приговорён к ВМН; расстрелян 21 августа 1930 года. Реабилитирован 2 октября 1989 года.
Канонизирован Русской православной церковью заграницей в 1981 году.
Имя сщмч. Николая Прозорова внесено в месяцеслов согласно определению Священного Синода Русской Православной Церкви от 11 марта 2020 года.

### Семья
Три дочери.

## Адреса
- Ленинград, Беляевский проспект, 13[3].